# Смольный проезд
Смо́льный прое́зд — проезд в Центральном районе Санкт-Петербурга. Проходит от Смольного проспекта до переулка Кваренги.

## История
С 1821 по 30 июля 1864 года дорога носила название Монастырского переулка, с 30 июля 1864 года по 15 декабря 1952 года — Леонтьевской улицы, с 15 декабря 1952 года — современное название.

## Объекты
В проезде есть единственное здание — Смольный институт, возведённый в 1806 году по проекту архитектора Джакомо Кваренги; с противоположной стороны находится Сад-Партер.

## Транспорт
Ближайшая к Смольному проезду станция метро — «Чернышевская» 1-й (Кировско-Выборгской) линии.

## Галерея

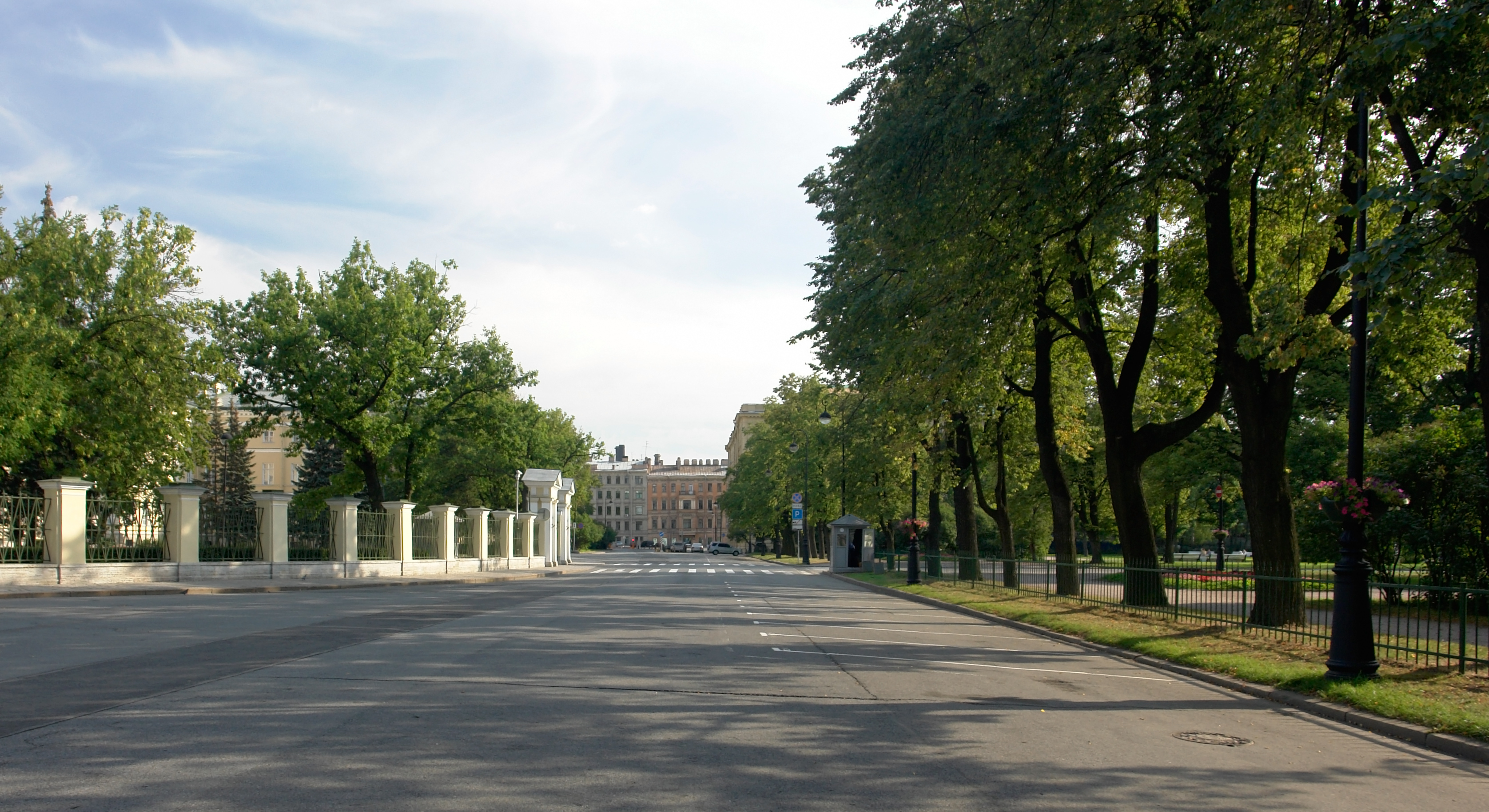
Вид в сторону Смольного проспекта
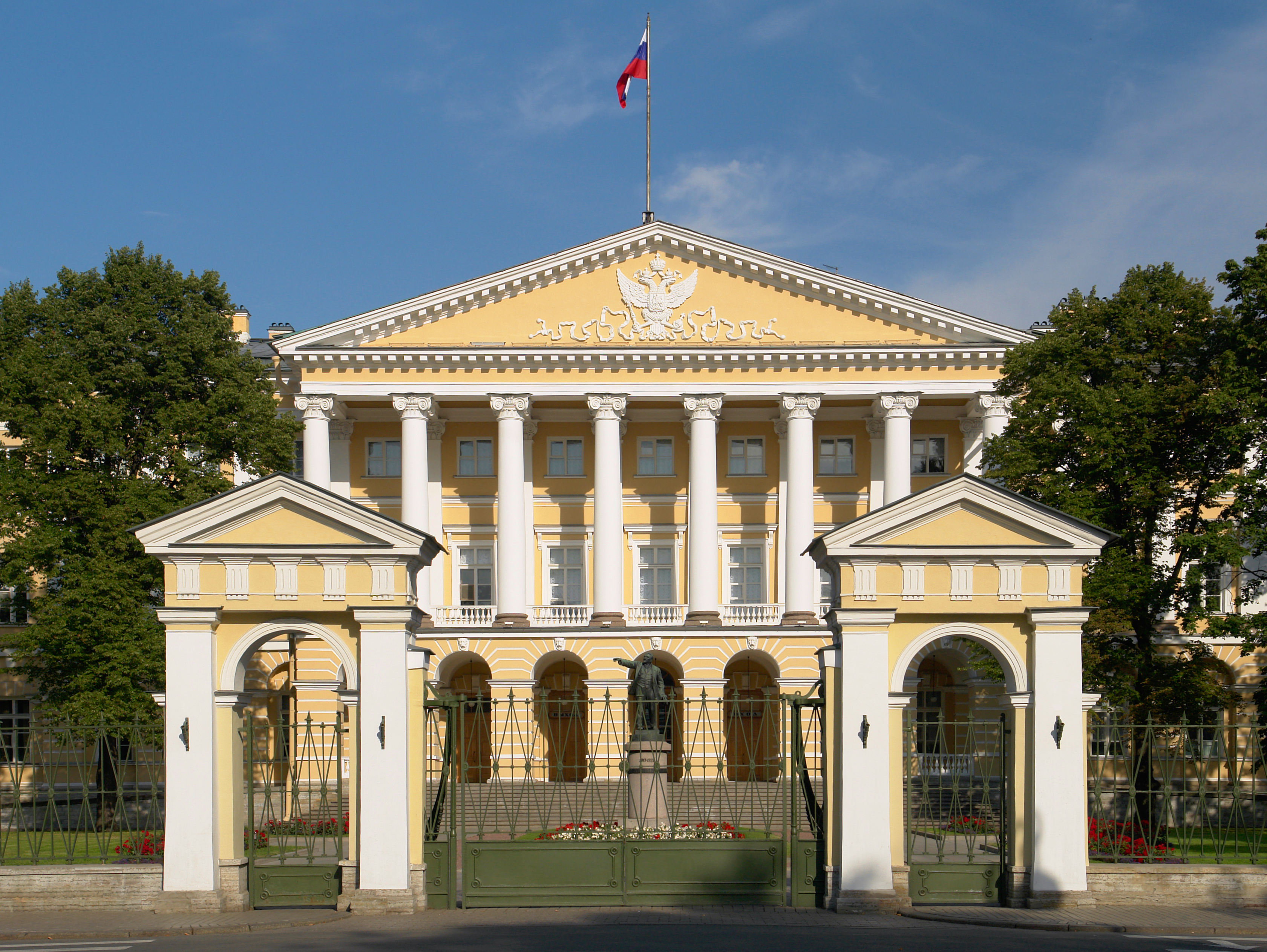
проезд Смольного, дом 1
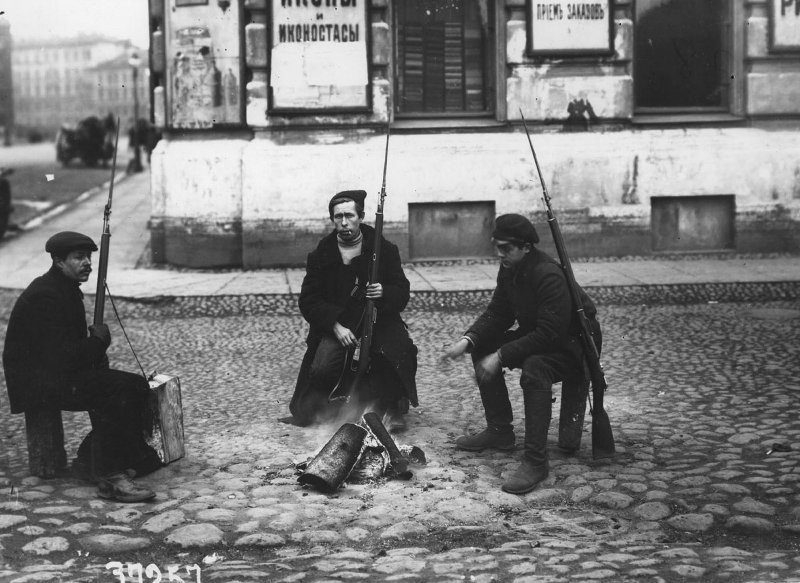
Пикет красногвардейцев на углу Смольного проезда и Смольного проспекта. 1917 год